# Sidra
Sidra è un comune rurale polacco del distretto di Sokółka, nel voivodato della Podlachia.
Ricopre una superficie di 173,96 km² e nel 2004 contava 3 994 abitanti.